# Музеї Фледдера
Музеї Фледдера (нід. De Museums Vledder) — три окремі художні музеї в нідерландському місті Фледдер, у провінції Дренте, об'єднані в один комплекс.

## Історія
Музей створений у 1998 році на основі колекцій подружжя Плентер. Хенк Плентер був колекціонером картин і графіки, Ерна Плентер вивчала сучасне художнє скло. Після смерті Хенка у 2010 році музеєм опікується Ерна Плентер та група волонтерів. З 2012 року музей Плентерів перетворився на Товариство музеїв Фледдера та був значно розширений і модернізований.

## Експозиція
Музей складається з трьох частин:
- Відділ підроблених творів мистецтва
- Відділ сучасної графіки та скла
- Відділ мистецтва провінції Дренте

Найпривабливішим для відвідувачів є музей підробок, який виник на основі невдалих покупок родини Плентерів. Першим експонатом став підроблений Матісс, придбаний Хенком в Амстердамі. Серед експонатів музею — як твори видатних фальсифікаторів, таких як Хан ван Меєгерен, Геерт Ян Янсен, Девід Стейн, так і невдалі твори невідомих аферистів, підписані начебто великими художниками. Музей володіє підробками Мондріана, Аппела, Пікассо, Далі, Шагала, Енсора, Клее, Матісса, Хейбура, Слефогта, Еміля Нольде, Ловіса Корінта, Ремінгтона та Родена.
У відділі сучасного художнього скла зберігаються твори європейських митців другої половини XX століття, зокрема, Алвара Аалто.
Відділ мистецтва Дренте розташований у колишній будівлі мерії Фледдера, зведеної у 1903 році. Колекція творів мистецтва основана на колекції батька Хенка Плентера, Харма Хендріка Плентера, який був шанувальником мистецтва провінції Дренте. Тут зберігаються твори художників Луї Руссінга, Яна де Врі, Яна Зонтага (нід. Jan Zondag), Рейнхарта Дозі, Ежена Шармона (нід. Eugène Charmon) та інших.